# Алессандро Сальвіо
Алессандро Сальвіо (італ. Alessandro Salvio; близько 1570 — 1640) — італійський шахіст, шаховий теоретик та літератор. Представник італійської шахової школи. Народився в Неаполі. Переміг Паоло Бої (1595). Автор відомого трактату про шахи (1604), віршованої п'єси на шахову тему «Скакайда» (1612) та повісті «Путтіно, або Мандрівний лицар» про життя Джованні Леонардо да Кутро, включеної до 2-го доповненого видання трактату (1634).
Аналізи Сальвіо присвячені популярним дебютам того часу — королівському гамбіту та італійській партії. Наприкінці XIX століття з'ясувалося, що деякі з аналізів Сальвіо запозичив у Джуліо Чезаре Полеріо. Детально проаналізував гамбіт, який згодом одержав його ім'я, деякі старовинні ендшпільні позиції.

## Книги
- «Trattato dell' inventione et arte liberale del gioco di scacchi», Napoli, 1604.